# Молле, Арман-Клод
Арма́н-Клод Молле́ (фр. Armand-Claude Mollet; 1660, Париж — 23 января 1742, Париж) — французский архитектор, под руководством которого был возведён Елисейский дворец.

## Биография
Родился в 1660 году в Париже, Королевство Франция, и происходил из знаменитой династии садоводов.  
В 1692 году, после отставки отца, он получил должность главного садовника Малого сада, расположенного рядом с Луврским дворцом, которым ему предстояло руководить при условии, что его сыну впоследствии также перейдёт руководство садом. После смерти отца Молле было доверено проектирование королевских садов, однако, он предпочёл обратиться к архитектурному искусству, поступив в 1699 году в Академию архитектуры Франции.
В 1716 году он спроектировал особняк, в котором расположился отель «Hôtel d'Humières». В 1718 году граф Луи-Анри де ла Тер д’Овернь поручил ему строительство особняка, где впоследствии разместилась официальная резиденция французских президентов — Елисейский дворец. В 1723 году он выступил в роли архитектора отеля «Hôtel Batailhe de Francès» на Вандомской площади, а 11 мая 1732 года стал кавалером ордена Святого Михаила.
В поздние годы своей карьеры Молле проектировал преимущественно частные особняки. По распоряжению короля ему было предоставлено жильё в Париже, Версале и Лувре. Он также владел загородным домом в Мёдоне.
Молле скончался 23 января 1742 года в Лувре, Париж, Королевство Франция.